# Hettenschlag
Hettenschlag ist eine französische Gemeinde mit 346 Einwohnern (Stand 1. Januar 2022) im Département Haut-Rhin in der Europäischen Gebietskörperschaft Elsass und in der Region Grand Est (bis 2015 Elsass). Sie gehört zum Arrondissement Colmar-Ribeauvillé und ist Mitglied des Gemeindeverbands Alsace Rhin Brisach.

## Geografie
Die Gemeinde Hettenschlag liegt in der Oberrheinebene zwischen Rhein und Ill, zwölf Kilometer südöstlich von Colmar und 13 Kilometer südwestlich von Breisach am Rhein. Das 7,71 km² große Gemeindegebiet wird hauptsächlich durch Ackerflächen geprägt (Fluren Mittel-, Unter- und Oberfeld, Bickartzug und Gemeindezugle). Im Südosten des Gemeindeareals hat Hettenschlag einen Anteil von 18 ha an einem größeren zusammenhängenden Waldgebiet (Forêt communale d’Hettenschlag).
Nachbargemeinden sind Appenwihr im Norden, Wolfgantzen im Nordosten, Weckolsheim im Osten, Dessenheim im Südosten, Sainte-Croix-en-Plaine im Süden und Westen sowie Logelheim im Nordwesten.

## Geschichte
Die älteste erhaltene Erwähnung des Ortes, als Hettanerloh 792, bezeugt, dass er Besitz der Abtei Murbach war. Es wird angenommen, dass Hettenschlag im Laufe des 15. Jahrhunderts aufgegeben wurde. Erst um 1800 entstanden an gleicher Stelle acht neue Bauernhöfe. 1801 hatte der Ortsname noch die Schreibweise Hertenschlag.
Mitte des 19. Jahrhunderts wurde die kleine Kirche der Darstellung der Jungfrau Maria (L’église de la Présentation de la Vierge) errichtet.
Von 1871 bis zum Ende des Ersten Weltkrieges gehörte Hettenschlag als Teil des Reichslandes Elsaß-Lothringen zum Deutschen Reich und war dem Kreis Colmar im Bezirk Oberelsaß zugeordnet.

### Bevölkerungsentwicklung
| Jahr      | 1910 | 1962 | 1968 | 1975 | 1982 | 1990 | 1999 | 2006 | 2013 | 2021 |
| --------- | ---- | ---- | ---- | ---- | ---- | ---- | ---- | ---- | ---- | ---- |
| Einwohner | 209  | 209  | 197  | 200  | 207  | 223  | 246  | 323  | 335  | 335  |

In den Jahren 1800 und 1806 wurden mit 77 Bewohnern die bisher niedrigsten Einwohnerzahlen ermittelt. Die Zahlen basieren auf den Daten von cassini.ehess und INSEE.

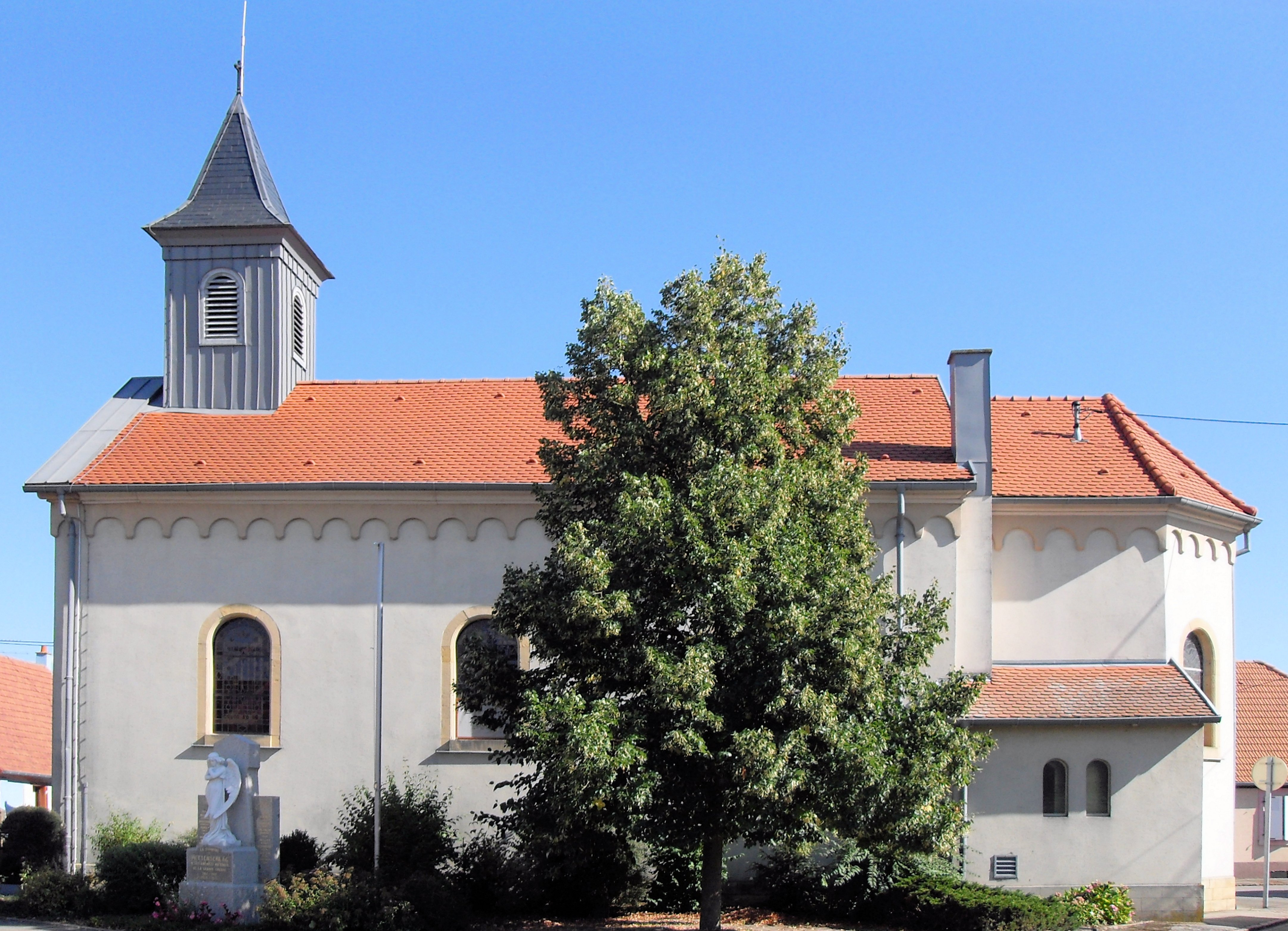
Kirche La présentation de la Vierge
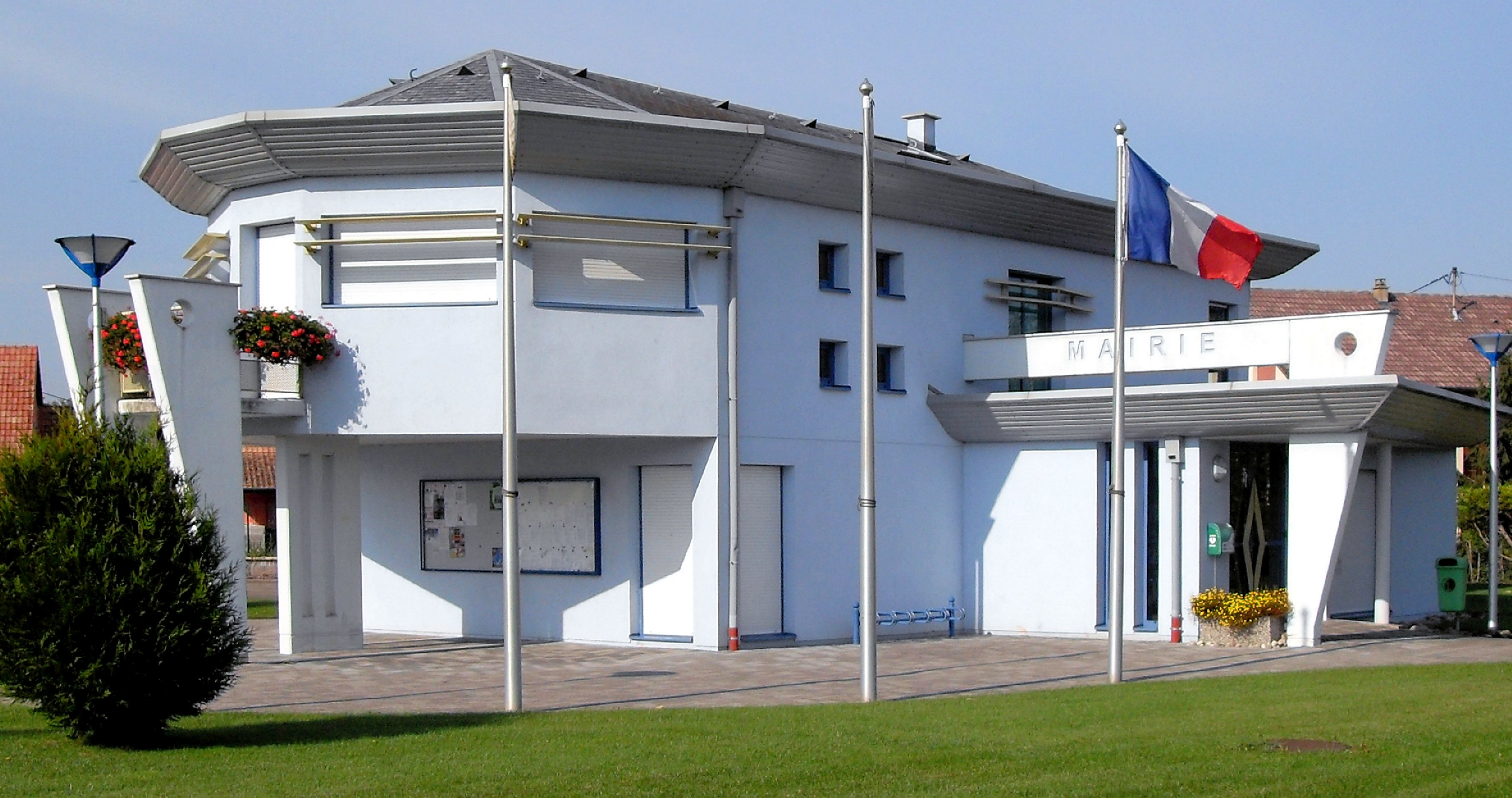
Mairie (Bürgermeisteramt)

## Wirtschaft und Infrastruktur
In der Gemeinde sind 18 Landwirtschaftsbetriebe ansässig (Getreideanbau, Viehzucht).
Durch die Gemeinde Hettenschlag führt die Fernstraße D 13 von Sundhoffen nach Dessenheim. Sechs Kilometer westlich von Hettenschlag besteht ein Anschluss an die Autoroute A 35 von Straßburg nach Basel. Der acht Kilometer entfernte Bahnhof Volgelsheim liegt an der Bahnstrecke Freiburg–Colmar.

## Belege
1. ↑  Ortsname auf cassini.ehess.fr
2. ↑  Gemeindeverzeichnis 1900 (Memento des Originals vom 21. Februar 2016 im Internet Archive)  Info: Der Archivlink wurde automatisch eingesetzt und noch nicht geprüft. Bitte prüfe Original- und Archivlink gemäß Anleitung und entferne dann diesen Hinweis.
3. ↑  Hettenschlag auf cassini.ehess
4. ↑  Hettenschlag auf INSEE
5. ↑  Landwirtschaftsbetriebe auf annuaire-mairie.fr (französisch)